# Tây Giang (sông Trung Quốc)

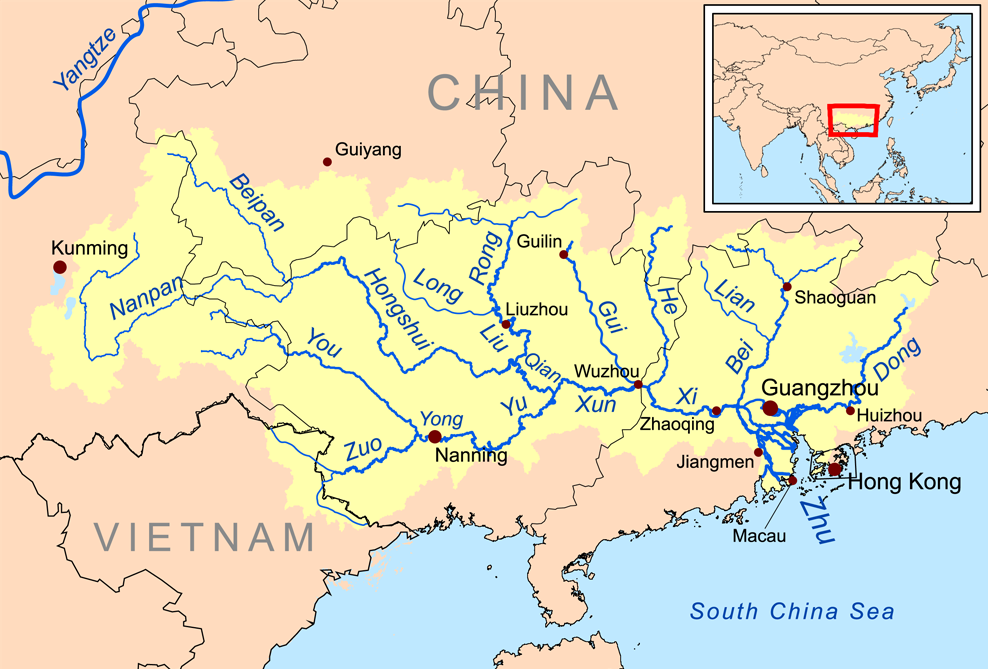
Bản đồ hệ thống sông Châu Giang. Tây giang ở đây viết là Xi, được coi như là hợp lưu của các sông Tầm giang (Xun trên bản đồ), Quế giang (Gui trên bản đồ) và Hạ giang (He trên bản đồ).

Tây Giang (tiếng Trung: 西江, bính âm: Xī Jiāng) là một chi lưu chính ở phía tây của sông Châu Giang tại miền nam Trung Quốc. Hai sông nhánh chính khác của Châu Giang là Đông Giang và Bắc Giang. Nhiều phần của Tây Giang rất thích hợp cho giao thông thủy. Nó là phụ lưu lớn nhất của sông Châu Giang, dài tới 2.197 km. Nó cung cấp nguồn nước ngọt cho nhiều khu vực tại Quảng Tây, Quảng Đông và Ma Cao.

## Các sông nhánh
Tây Giang thực chất là một hệ thống sông, là sự hợp thành của các sông sau:
- Tầm Giang (浔江)
  - Úc Giang (鬱江)
  - Kiềm Giang (黔江)
- Quế Giang (桂江)
- Hạ Giang (贺江)

## Hệ thống sông Tây Giang
| Hệ thống sông Tây Giang (chữ nghiêng chỉ những sông nằm ngoài Quảng Tây) | Hệ thống sông Tây Giang (chữ nghiêng chỉ những sông nằm ngoài Quảng Tây) | Hệ thống sông Tây Giang (chữ nghiêng chỉ những sông nằm ngoài Quảng Tây) | Hệ thống sông Tây Giang (chữ nghiêng chỉ những sông nằm ngoài Quảng Tây) | Hệ thống sông Tây Giang (chữ nghiêng chỉ những sông nằm ngoài Quảng Tây) |
| ------------------------------------------------------------------------ | ------------------------------------------------------------------------ | ------------------------------------------------------------------------ | ------------------------------------------------------------------------ | ------------------------------------------------------------------------ |
|                                                                          |                                                                          |                                                                          | Hạ Giang (贺江)                                                          | Tây Giang (西江)                                                         |
|                                                                          |                                                                          | Li Giang (漓江)                                                          | Quế Giang (桂江)                                                         | Tây Giang (西江)                                                         |
| sông Bắc Bàn (北盘江)                                                    | sông Hồng Thủy (红水河)                                                  | Kiềm Giang (黔江)                                                        | Tầm Giang (浔江)                                                         | Tây Giang (西江)                                                         |
| sông Nam Bàn (南盘江)                                                    | sông Hồng Thủy (红水河)                                                  | Kiềm Giang (黔江)                                                        | Tầm Giang (浔江)                                                         | Tây Giang (西江)                                                         |
| Dung Giang (融江)                                                        | Liễu Giang (柳江)                                                        | Kiềm Giang (黔江)                                                        | Tầm Giang (浔江)                                                         | Tây Giang (西江)                                                         |
| Long Giang (龙江)                                                        | Liễu Giang (柳江)                                                        | Kiềm Giang (黔江)                                                        | Tầm Giang (浔江)                                                         | Tây Giang (西江)                                                         |
| Hữu Giang (右江)                                                         | Ung Giang (邕江)                                                         | Úc Giang (郁江)                                                          | Tầm Giang (浔江)                                                         | Tây Giang (西江)                                                         |
| Tả Giang (左江)                                                          | Ung Giang (邕江)                                                         | Úc Giang (郁江)                                                          | Tầm Giang (浔江)                                                         | Tây Giang (西江)                                                         |

## Các thành thị ven sông
- Ngô Châu (梧州), (Quảng Tây)
- Triệu Khánh (肇庆), (Quảng Đông)
- Cao Yếu (高要), (Quảng Đông)
- Giang Môn (江門), (Quảng Đông)